# Juegos Mundiales de Patinaje 2022
Los Juegos Mundiales de Patinaje de 2022 fueron la tercera edición de los juegos mundiales de patinaje o World Skate Games. Se disputaron entre el 24 de octubre al 13 de noviembre de 2022 en las ciudades de Buenos Aires y San Juan (Argentina). En esta ocasión hubo un total de 181 competiciones.
El evento reunió los principales campeonatos mundiales de las disciplinas del patinaje sobre ruedas (patines en línea, patines o monopatines) con la participación de más de 7.000 personas de 64 federaciones nacionales, distribuidos en diez disciplinas.

## Deportes
Los siguientes deportes se disputaron en esta edición de los Juegos, con número de medallas entre paréntesis:
- Patinaje artístico (22) (detalles)
- Patinaje de velocidad (42) (detalles)
- Descenso en patinaje (2) (detalles)
- Patinaje freestyle
  - Inline Freestyle (17) (detalles)
  - Roller Freestyle (10) (detalles)
- Scootering (6) (detalles)
- Hockey
  - Hockey sobre patines (3) (detalles)
  - Hockey sobre patines en línea (4) (detalles)
- Skateboarding (10) (detalles)
- Skate cross (2) (detalles)

## Participantes
| África (9) | África (9)             | América (17) | América (17)                                        | Asia (12) | Asia (12)                    | Europa (25) | Europa (25)                                                    | Oceanía (2)             | Oceanía (2) |
| --- | ---------------------- | --- | --------------------------------------------------- | --- | ---------------------------- | --- | -------------------------------------------------------------- | ----------------------- | ----------- |
| Angola · Benín · Costa de Marfil · Egipto · Mozambique · Namibia · Senegal · Sierra Leona # · Sudáfrica · Delegaciones no inscritas · participantes en la · anterior edición · Burkina Faso · República del Congo · Guinea · Kenia · Marruecos · Nigeria · Sudán | 15 1 2 30 9 20 6 2 8 - | Argentina · Bolivia # · Brasil · Canadá · Chile · Colombia · Costa Rica · República Dominicana · Ecuador · El Salvador · Estados Unidos · Guatemala ¬ · México · Paraguay · Perú · Uruguay · Venezuela · Delegaciones no inscritas · participantes en la · anterior edición · Cuba | 220 11 187 39 100 130 9 5 21 2 - 3 99 23 18 46 18 - | China · Corea del Sur · Filipinas # · Hong Kong · India · Irán · Israel · Japón · Kazajistán # · Tailandia · Taiwan · Delegaciones no inscritas · participantes en la · anterior edición · Bangladés · Indonesia · Macao · Malasia | 7 43 5 1 12 8 11 42 1 3 82 - | Alemania · Andorra · Austria · Bélgica · Croacia · República Checa · Dinamarca · Eslovaquia · Eslovenia · España · Estonia · Finlandia · Francia · Reino Unido · Hungría · Irlanda · Italia · Letonia · Noruega · Países Bajos · Polonia · Portugal · Rumania · San Marino · Suiza · Delegaciones no inscritas · participantes en la · anterior edición · Bielorrusia · Bulgaria · Lituania · Rusia · Serbia · Suecia · Turquía · Ucrania | 63 10 13 5 2 42 4 18 1 132 3 2 - 20 2 12 - 6 5 6 11 - 1 2 68 - | Australia Nueva Zelanda | 44 28       |

## Competiciones

### Cronograma

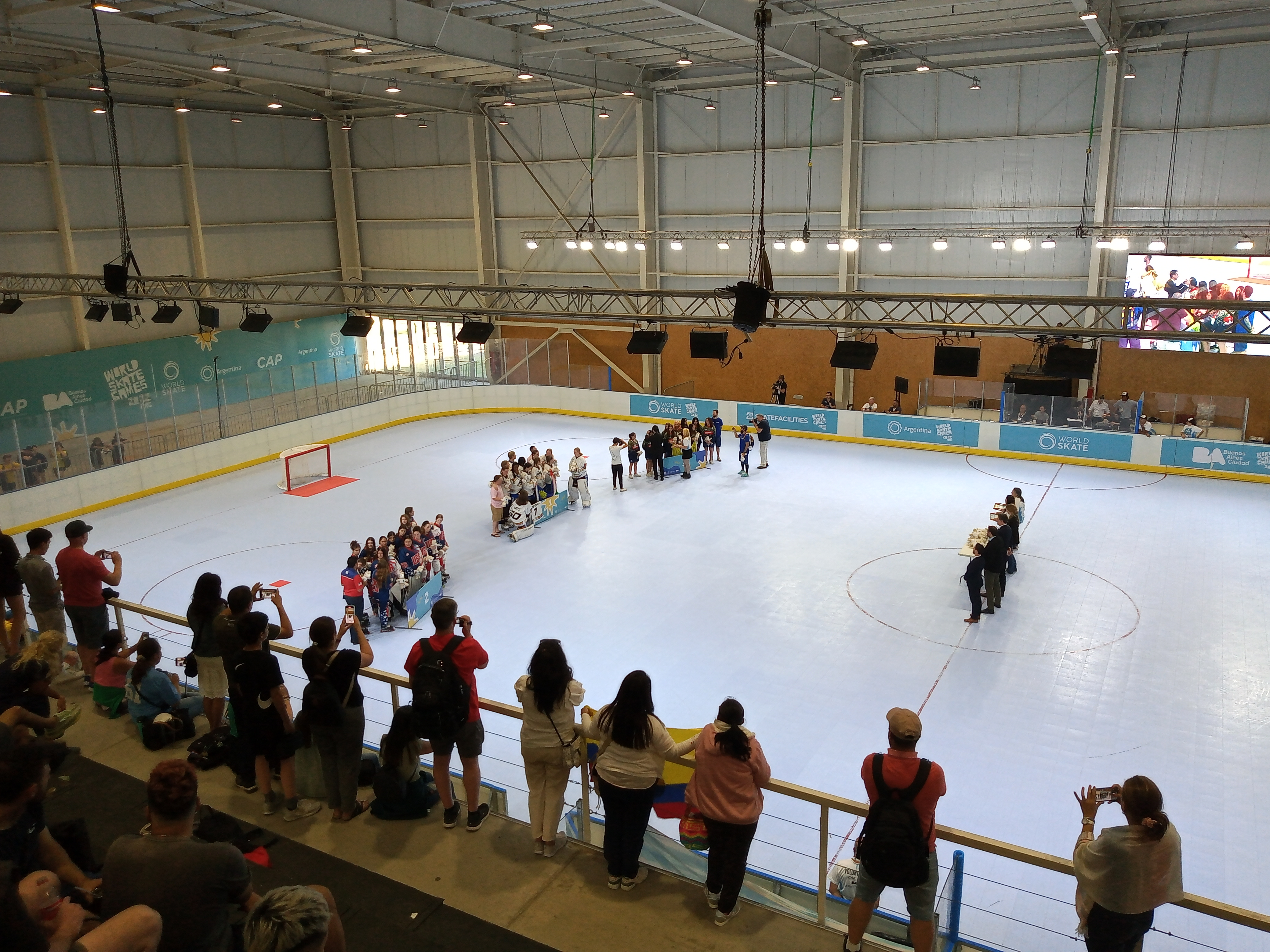
Entrega de premios a la disciplina hockey en línea - Categoría juvenil femenina

| Ceremonia de apertura | Días de competición | Días de premiación | Ceremonia de clausura |

| octubre-noviembre                | 24 | 25 | 26 | 27 | 28 | 29 | 30 | 31 | 1 | 2 | 3 | 4 | 5 | 6 | 7 | 8 | 9 | 10 | 11 | 12 | 13 |
| -------------------------------- | -- | -- | -- | -- | -- | -- | -- | -- | - | - | - | - | - | - | - | - | - | -- | -- | -- | -- |
| Ceremonias                       |    |    |    |    |    |    |    |    |   |   |   |   |   |   |   |   |   |    |    |    |    |
| Patinaje artístico               |    |    |    |    |    |    |    |    |   |   |   |   |   |   |   |   |   |    |    |    |    |
| Cuesta abajo en línea            |    |    |    |    |    |    |    |    |   |   |   |   |   |   |   |   |   |    |    |    |    |
| Freestyle sobre patines en línea |    |    |    |    |    |    |    |    |   |   |   |   |   |   |   |   |   |    |    |    |    |
| Hockey sobre patines en línea    |    |    |    |    |    |    |    |    |   |   |   |   |   |   |   |   |   |    |    |    |    |
| Hockey sobre patines             |    |    |    |    |    |    |    |    |   |   |   |   |   |   |   |   |   |    |    |    |    |
| Roller Freestyle                 |    |    |    |    |    |    |    |    |   |   |   |   |   |   |   |   |   |    |    |    |    |
| Scootering                       |    |    |    |    |    |    |    |    |   |   |   |   |   |   |   |   |   |    |    |    |    |
| Skate Cross                      |    |    |    |    |    |    |    |    |   |   |   |   |   |   |   |   |   |    |    |    |    |
| Skateboarding                    |    |    |    |    |    |    |    |    |   |   |   |   |   |   |   |   |   |    |    |    |    |
| Patinaje de velocidad            |    |    |    |    |    |    |    |    |   |   |   |   |   |   |   |   |   |    |    |    |    |
| octubre-noviembre                | 24 | 25 | 26 | 27 | 28 | 29 | 30 | 31 | 1 | 2 | 3 | 4 | 5 | 6 | 7 | 8 | 9 | 10 | 11 | 12 | 13 |

## Medallero
El medallero de los Juegos es el siguiente:
     País organizador (Argentina)
| Núm. | País                  | Oro | Plata | Bronce | Total |
| ---- | --------------------- | --- | ----- | ------ | ----- |
| 1    | Colombia (COL)        | 20  | 14    | 11     | 45    |
| 2    | Italia (ITA)          | 16  | 30    | 16     | 62    |
| 3    | España (ESP)          | 16  | 12    | 14     | 42    |
| 4    | China Taipéi (TPE)    | 15  | 15    | 11     | 41    |
| 5    | Francia (FRA)         | 13  | 7     | 15     | 35    |
| 6    | Argentina (ARG)       | 8   | 3     | 5      | 16    |
| 7    | Estados Unidos (USA)  | 7   | 9     | 8      | 24    |
| 8    | Japón (JAP)           | 5   | 8     | 3      | 16    |
| 9    | Letonia (LAT)         | 4   | 5     | 6      | 15    |
| 10   | El Salvador (SAL)     | 3   | 0     | 0      | 3     |
| 10   | Suiza (SWT)           | 3   | 0     | 0      | 3     |
| 12   | Polonia (POL)         | 2   | 4     | 2      | 8     |
| 13   | Brasil (BRA)          | 2   | 3     | 4      | 9     |
| 14   | República Checa (CZH) | 2   | 1     | 1      | 4     |
| 15   | Ecuador (ECU)         | 1   | 4     | 4      | 9     |
| 16   | Portugal (POR)        | 1   | 1     | 4      | 6     |
| 17   | México (MEX)          | 1   | 0     | 3      | 4     |
| 18   | Bélgica (BEL)         | 1   | 0     | 2      | 3     |
| 18   | Alemania (GER)        | 1   | 0     | 2      | 3     |
| 18   | Reino Unido (GBR)     | 1   | 0     | 2      | 3     |
| 21   | Neutral               | 1   | 0     | 1      | 2     |
| 22   | Canadá (CAN)          | 1   | 0     | 0      | 1     |
| 22   | Namibia (NAM)         | 1   | 0     | 0      | 1     |
| 22   | Senegal (SEN)         | 1   | 0     | 0      | 1     |
| 25   | Chile (CHI)           | 0   | 2     | 6      | 8     |
| 26   | Rumania (RUM)         | 0   | 2     | 0      | 2     |
| 26   | Venezuela (CHI)       | 0   | 2     | 0      | 2     |
| 28   | Corea del Sur (KOR)   | 0   | 1     | 2      | 3     |
| 29   | Nueva Zelanda (NZE)   | 0   | 1     | 1      | 2     |
| 30   | Perú (PER)            | 0   | 1     | 0      | 1     |
| 31   | Australia (AUS)       | 0   | 0     | 1      | 1     |
| 31   | San Marino (SMA)      | 0   | 0     | 1      | 1     |